# Death Is a Woman
Death Is a Woman es una película de misterio británica de 1966 dirigida por Frederic Goode y protagonizada por Mark Burns, Shaun Curry, William Dexter, Wanda Ventham, Terence De Marney y Trisha Noble. El rodaje en exteriores tuvo lugar en Malta.

## Argumento
Un agente encubierto británico (Burns) es enviado a una isla del Mediterráneo para identificar cómo una operación de contrabando de heroína distribuye su producto.

## Reparto
- Mark Burns como Dennis Parbury.
- Shaun Curry como Joe.
- William Dexter como Malo.
- Wanda Ventham como Priscilla Blunstone-Smythe.
- Terence De Marney como Jacomini.
- Trisha Noble como Francesca (como Patsy Ann Noble).
- Mark Singleton como Costello, jefe de policía.
- Michael Brennan como Bonelli.
- Anita Harris como Cantante en casino.
- Blake Butler como operador de ascensor.
- Dulcie Bowman como anciana.
- Tony Watham como él mismo.
- Garth Adams como él mismo.
- Caron Gardner como Mary.